# Theristicus caudatus
La Bandurria común o bandurria boreal (Theristicus caudatus) es una especie de ave pelecaniforme de la familia Threskiornithidae.  En el oriente de Bolivia se conoce comúnmente bajo el nombre Tutachi. En el sur de Brasil se conoce a esta ave como curucaca o curicaca, y en Colombia esta ave se conoce como  cocli en el Suroccidente colombiano.  Es un ibis grande y pesado de varios colores.

## Taxonomía
La bandurria común fue descrito por primera vez por el francés Georges-Louis Leclerc de Buffon en 1781 a partir de una espécimen que se recogió en Cayena en la Guayana Francesa. Dos años más tarde el naturalista holandés Pieter Boddaert acuñó el nombre binomial Scolopax caudatus para nombrar a esta especie. Finalmente, la bandurria común fue clasificada dentro del género Theristicus propuesto por el naturalista alemán Johann Georg Wagler en 1832. El nombre del género deriva del griego antiguo theristikos que significa "cosechar"; el nombre de la especie es del latín caudatus que significa "cola". Se reconocen dos subespecies:
- T. c. caudatus (Boddaert, 1783) - vive en el norte de Sudamérica desde Colombia y Venezuela hasta el Mato Grosso en el sudoeste de Brasil, también se ven poblaciones en gran parte de chile hasta la región de aysen.
- T. c. hyperorius (Todd, 1948) - habita desde el este de Bolivia, Paraguay, sureste de Brasil y norte de Argentina y Uruguay.

## Descripción
La bandurria común es una colorida ave de tamaño relativamente grande que alcanza entre 71-81 cm de longitud. Se le distingue fácilmente por su cuello blanco amarillento y, durante el vuelo, por la franjas blancas que recorren sus alas.
Las partes dorsales del cuerpo son de color gris con brillos verdosos salpicado de plumas de vuelo de color gris más claro y blanco. El color crema amarillento del cuello y la cabeza, que difiere bastante del resto del cuerpo, se torna de tonos más intensos durante la temporada reproductiva. La corona es de color canela y, con frecuencia, las plumas de la base del cuello son de este mismo tono. Las partes inferiores del cuerpo y de la cola son de color negro. Las plumas primarias de las alas son también de color negro. Las patas son cortas y durante el vuelo no sobrepasan la longitud de la cola. Tanto las patas como los ojos son de color rojizo. El pico y la zona de piel desnuda alrededor del ojo son de color negro. Machos y hembras son similares en el plumaje pero los machos son de mayor tamaño que las hembras. Los ejemplares inmaduros son muy parecidos a los adultos pero tienen un plumaje por lo general de tonos más pálidos

## Distribución y hábitat
Este ibis se distribuye en el norte de Sudamérica desde Colombia y Venezuela (especialmente en la región de los Llanos) hacia el este por Las Guayanas y el norte de Brasil. Otra población ocupa desde el este de Bolivia, Paraguay, sur de Brasil y el norte de Argentina, gran parte del territorio en Chile y Uruguay. 
Habita en praderas inundadas, pastizales, campos agrícolas, sabanas y también en las orillas de lagos, pantanos y ríos. Se lo ha localizado hasta a 2000 m de altitud. No es un ave migratoria y los movimientos que realiza son solo locales.

## Comportamiento
Es un ave solitaria a la cual, generalmente, se le encuentra sola, en parejas o en grupos de tamaño variable de hasta 50 individuos que se desplazan juntos entre los lugares de alimentación; aunque normalmente los grupos comprenden entre 6-8 individuos. Por las noches, elige el árbol más grande de su entorno para dormir.
Para cazar se desplaza lentamente a través de suelos lodosos o aguas poco profundas con el pico sondeando la superficie hasta que localiza alguna presa. Su dieta consiste principalmente en invertebrados terrestres como saltamontes, grillos, escarabajos, orugas, larvas, arañas, ciempiés, escorpiones y lombrices. También consume algunos vertebrados como ranas, renacuajos, salamandras, lagartos, serpientes y roedores.  A menudo descansa en laderas de cerros o sobre barrancos desérticos. Durante los meses de septiembre anidan por colonias en laderas pedregosas escarpadas. 
Anida en solitario o en colonias pequeñas que no superan las 30 parejas en una amplia variedad de lugares. A veces, se lo encuentra en colonias mixtas con otras especies de aves como martinetes, cormoranes y otras aves acuáticas. Construye su nido en árboles o entre rocas dispersos en las praderas, pero también hay informes de nidos en postes, pantanos, juncos o en el suelo junto a alguna masa de agua. La época de apareamiento está relacionada con la temporada de lluvias, aunque generalmente sucede entre marzo y octubre. Se conoce poco sobre el cortejo y la nidificación en esta especie. El nido lo suelen construir hasta a 10 m sobre el suelo y consiste en una estructura voluminosa y grande construida con ramas, palos, tallos y hojas. Si el nido se encuentra en buenas condiciones será reutilizado año tras año. La nidada suele constar entre 2 o 3 huevos de color blanco verdoso con motitas marrones. La incubación dura 28 días.

## Conservación
La UICN cataloga a esta especie como de preocupación menor debido a la amplitud de su rango y a la estabilidad de sus poblaciones. Es bastante común en las praderas inundadas y humedales de los Llanos y el Pantanal. La bandurria común se encuentra bien adaptada a la transformación humana del territorio y logra sobrevivir en terrenos agrícolas. Sin embargo, el cambio climático y la contaminación amenazan la calidad y la extensión de los hábitats donde vive. Su carne es consumida por las poblaciones locales por lo que la caza indiscriminada puede suponer también una amenaza.